# Le Jeu de la hache

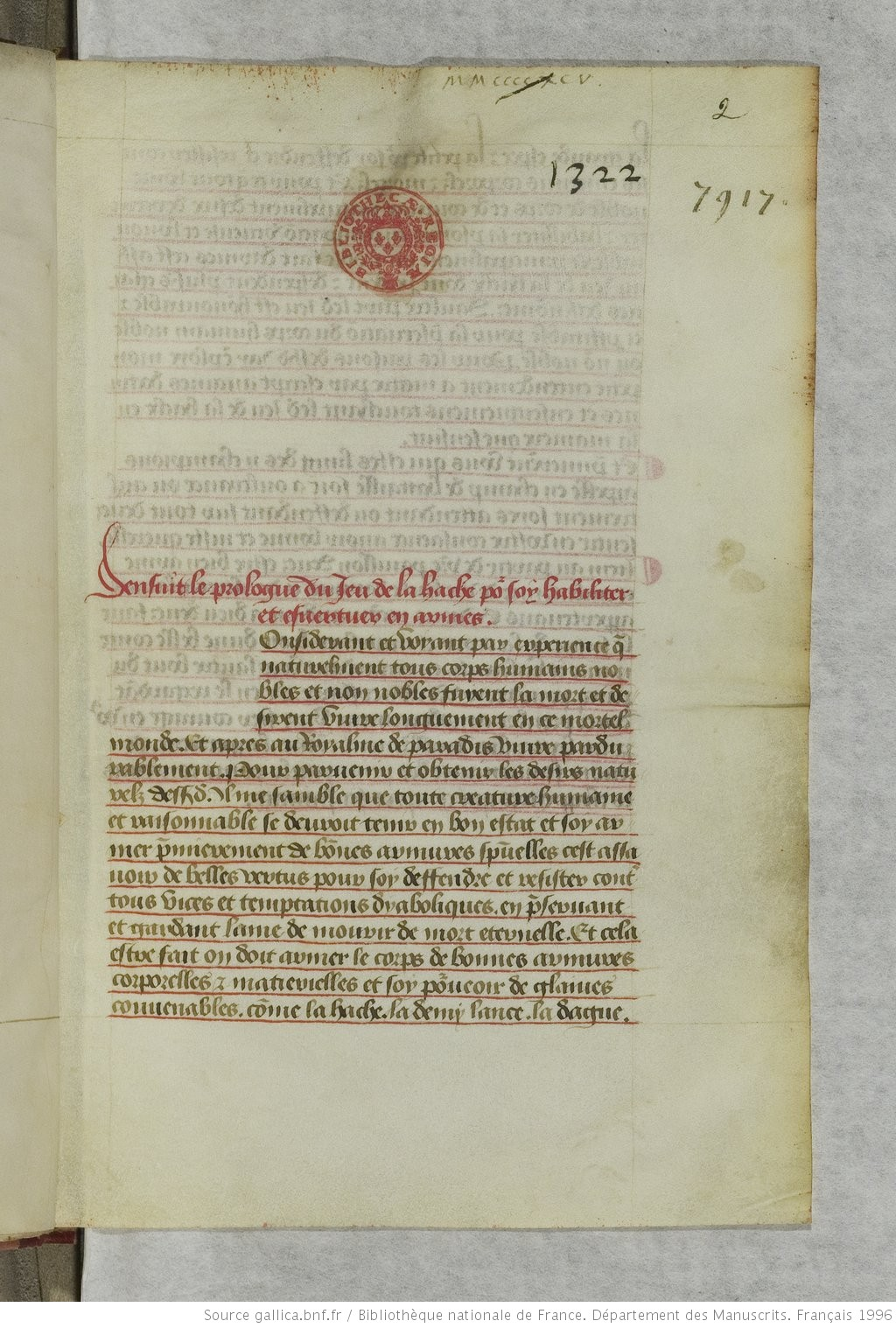
Première page du Jeu de la hache

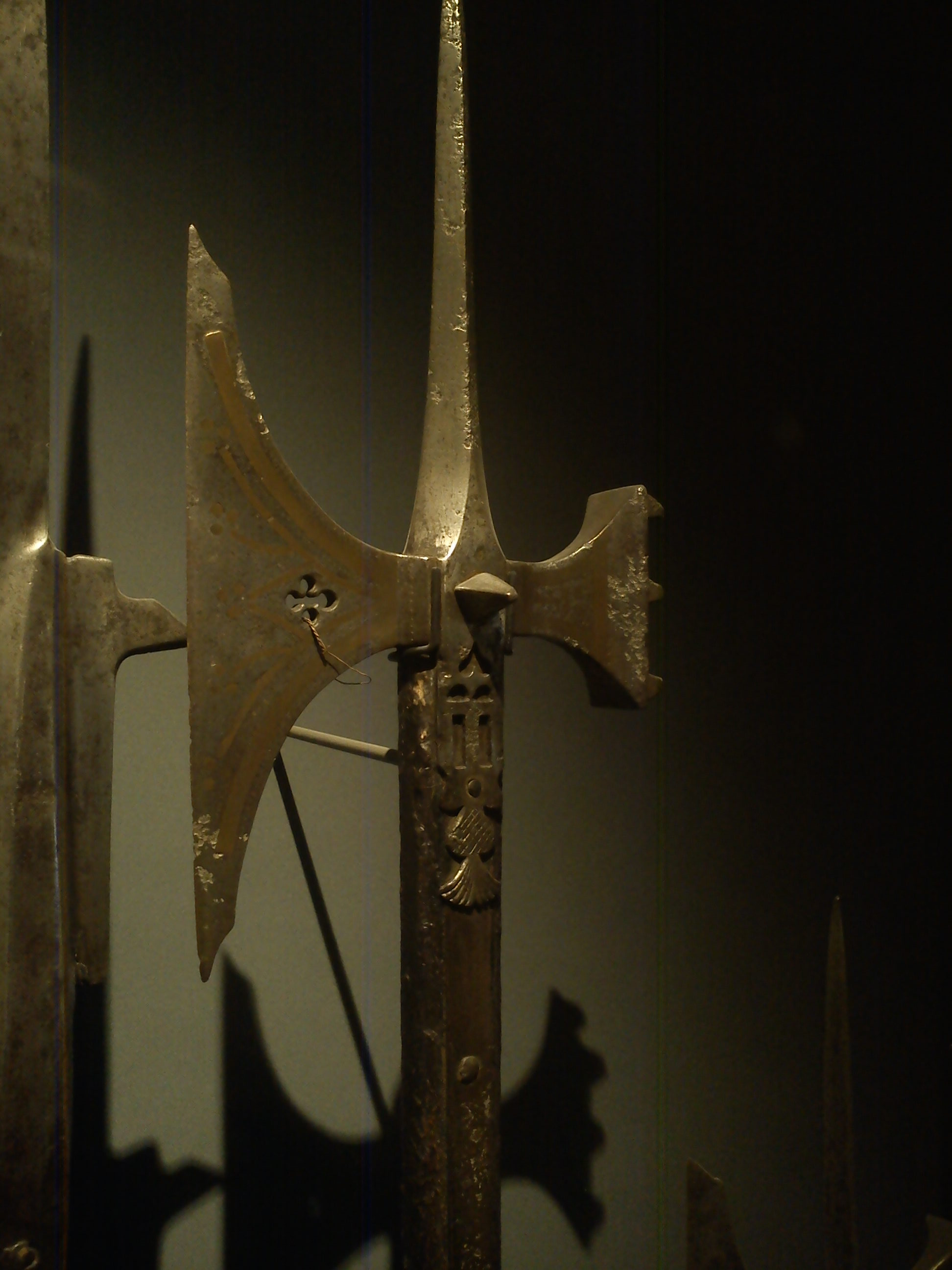
Marteau d'arme 1,1470-1480, musée de l'armée.

Le Jeu de la hache (« La doctrine et l'industrie du noble jeu de la hache et la manière de battaillier » dans son titre entier) est un manuscrit bourguignon écrit en français aux alentours de 1400 et présentant l'usage de la hache d'arme.

## Généralités
Ce document est le plus ancien manuscrit d’armes français connu à ce jour. Il a été écrit en français, dans le duché de Bourgogne, au tout début du XVe siècle. 
Ce traité est un recueil de techniques se présentant sous la forme d'un manuel de combat ne concernant que la hache d’armes, bien qu'il décrive l'usage d’autres armes (demi lance, dague, la grande épée et la petite) liées au maniement de  la hache. Les termes employés dans le texte du recueil (bouter/débouter, couler, cueillir, desroquer, dresser, ruer, sourdre) sont des termes technique d'époque décrivant les actions de combat.

## Historique
« La doctrine et l'industrie du noble jeu de la hache et la maniére de battaillier » est un document paru autour de 1400 et dont l'auteur est resté anonyme. Même si les maîtres d'armes médiévaux avaient peu de considération pour cette « arme de rustre », cet instrument tranchant connait un regain d'intérêt durant le XVe siècle, époque durant laquelle les soldats qui répriment les révoltes paysannes y sont souvent confrontés.
Selon Loïs Forster, auteur d'un thèse traitant des Chevaliers et hommes d’armes dans l’espace bourguignon au XVe siècle, ce traité « porte en réalité, malgré son nom qui pourrait induire en erreur, sur le maniement du bec de faucon » » (ou becq de faulcon en ancien français) qui est un type spécifique de hache d'arme, indiquant que la rédaction de ce texte pourrait être postérieur aux années 1430.